# Reguengo
Reguengo ou realengo (do latim tardio regalengu) era a qualificação jurisdicional que possuíam os lugares dependentes diretamente da autoridade do rei, ou seja, terras cujo senhor era o próprio rei. É uma figura típica do Antigo Regime em Portugal e Espanha. Situações semelhantes ocorrem em toda Europa Ocidental. As terras sob o regime do reguengo eram chamadas terras reguengueiras.
Todos eles, na década de 1760, foram a apreciados pela Junta das Confirmações Gerais.
A extinção dos reguengos deve-se sobretudo às leis de Mouzinho da Silveira em 1834. Os reguengos pertenciam ao rei e para seu usufruto era necessário pagar-lhe direitos e foros. Eram obtidos por presúria, leia-se a ocupação de um território deixado vago pela expulsão dos muçulmanos, e com o tempo viram-se reduzidos devidos a grandes doações ao clero e à nobreza.